# Baloghia
Baloghia é um género botânico pertencente à família Euphorbiaceae.
Plantas encontradas na Austrália (Queensland, New South Wales), Nova Caledônia e Ilha Norfolk.

## Sinonímia
- Steigeria Müll.Arg.

## Espécies
Composto por 20 espécies:
| - Baloghia alternifolia - Baloghia anisomera - Baloghia balansae - Baloghia brongniartii - Baloghia buchholzii - Baloghia bureavii - Baloghia carunculata | - Baloghia deplanchei - Baloghia drimiflora - Baloghia inophylla - Baloghia lucida - Baloghia mackeeana - Baloghia marmorata - Baloghia montana | - Baloghia neocaledonica - Baloghia oligostemon - Baloghia pancheri - Baloghia parviflora - Baloghia pininsularis - Baloghia pulchella |

## Nome e referências
Baloghia Endl.